# Итежи-Тежи
Итежи-Тежи — небольшой город в юго-западной части Южной провинции Замбии. Расположен к западу от города Намвала на границе Национального парка Кафуэ.

Город был основан в 1970-е годы как рабочий посёлок в период возведения дамбы Итежи-Тежи, предназначенной для удержания и регулирования потока воды в реке Кафуэ для обеспечения работы гидроэлектростанции.
6 февраля 2012 года президент Замбии Майкл Сата издал директиву о передаче Итежи-Тежи из Южной провинции в Центральную провинцию, однако это решение было отвергнуто местным населением. 17 ноября 1921 года президент Хакаинде Хичилема вернул населённый пункт в состав Южной провинции Замбии.
По оценкам, население города составляет около 4000 человек. Крупнейшим работодателем в городе является энергетическая компания ZESCO.